# Bill Ebben
William Edward "Bill" Ebben (nacido el 7 de octubre de 1935 en Oak Park, Illinois) es un exjugador de baloncesto estadounidense que disputó una temporada en la NBA. Con 1,93 metros de estatura, jugaba en la posición de alero. Es abuelo del nadador Jack Alexy.

## Trayectoria deportiva

### Universidad
Jugó durante tres temporadas con los Titans de la Universidad de Detroit Mercy, en las que promedió 20,5 puntos y 8,2 rebotes por partido. En su última temporada promedió 27,8 puntos por partido, que es la segunda mejor marca de la historia de la universidad, así como su promedio de puntos a lo largo de su carrera es el tercero mejor de todos los tiempos. Mantiene hoy en día el récord de tiros libres anotados en una única temporada, con 198. En sus dos últimas temporadas fue incluido en el mejor quinteto de la Missouri Valley Conference, tras liderar en ambas la clasificación de máximos anotadores, mientras que en 1957 fue incluido en el tercer mejor quinteto All-American.

### Profesional
Fue elegido en la decimoctava posición del Draft de la NBA de 1957 por Detroit Pistons, con los que únicamente disputó ocho partidos, en los que promedió 1,9 puntos y 1,0 rebotes.

## Estadísticas de su carrera en la NBA

### Temporada regular
| Temporada | Edad | Equipo          | Liga | P | TIT | MIN | TC  | TCA | %TC  | 3P | 3PA | %3P | TL  | TLA | %TL  | R.OF. | R.DEF. | REB | ASIS | ROB | TAP | PER | FP  | PTS |
| 1957-58   | 22   | Detroit Pistons | NBA  | 8 |     | 6.3 | 0.8 | 3.5 | .214 |    |     |     | 0.4 | 0.5 | .750 |       |        | 1.0 | 0.5  |     |     |     | 0.6 | 1.9 |
| Total     |      |                 | NBA  | 8 |     | 6.3 | 0.8 | 3.5 | .214 |    |     |     | 0.4 | 0.5 | .750 |       |        | 1.0 | 0.5  |     |     |     | 0.6 | 1.9 |